# Luyện kim khai khoáng
Luyện kim khai khoáng là một nhánh của ngành luyện kim liên quan tới những khoa học và công nghệ nhằm sản xuất kim loại và khoáng vật từ nguyên liệu thô như quặng hay vật liệu phế thải. Đây là một ngành khoa học ứng dụng sử dụng mọi quy trình vật lý và hóa học để tạo ra vật liệu chứa khoáng chất hay kim loại, đôi khi trực tiếp tạo ra sản phẩm hoàn chỉnh, nhưng thường là ở dạng cần được qua các quá trình vật lý khác nằm trong các ngành luyện kim vật lý, gốm cùng các ngành khác thuộc về công nghệ vật liệu.
Lĩnh vực luyện kim khai khoáng bao trùm nhiều ngành khác nhau, mỗi ngành gồm một số quá trình vật lý và hóa học khác nhau tạo thành các bước trong quy trình sản xuất ra một loại vật liệu cụ thể. Nhìn chung các chuyên ngành này được phân ra các nhóm xử lý quặng, thủy luyện kim, hỏa luyện kim, điện luyện kim. Sự phân biệt các nhóm này đối với ngành luyện kim khai khoáng là không rõ ràng và nhiều quy trình luyện kim quan trọng trong công nghiệp có sự chồng chéo rõ ràng giữa các lĩnh vực.
Cơ sở lý thuyết của luyện kim khai khoáng dựa trên nền tảng của các ngành khoa học cơ bản như vật lý, hóa học và địa lý. Ngoài ra trên thực tế luyện kim khai khoáng gần như luôn sử dụng kiến thức của các ngành khác như hóa phân tích và khoáng vật học.

## Xử lý quặng
Xử lý quặng gồm các quá trình xử lý các hạt nguyên liệu rắn ở dạng thô để tách các vật liệu có giá trị ra khỏi các vật liệu không có giá trị gọi là đất phế bỏ. Thường thì cần phải nghiền nhỏ các hạt để thực hiện việc chia tách này. Quá trình chia tách thường tận dụng tính chất vật lý của các hạt, các tính chất này có thể bao gồm khối lượng riêng, kích thước và hình dạng hạt, tính chất điện từ và tính chất bề mặt. Do có nhiều quy trình giảm kích thước và chia tách liên quan tới việc dùng nước nên các quá trình phân tách lỏng-rắn cũng là một đề tài của việc xử lý quặng.

## Thủy luyện kim
Thủy luyện kim hay luyện kim bằng nước quan tâm tới các quá trình sử dụng dung dịch chứa nước để chiết ra kim loại từ quặng. Quy trình thủy luyện kim phổ biến nhất là ngâm chiết (leaching), trong đó kim loại có giá trị được hòa tan vào dung dịch chứa nước. Sau khi được tách khỏi quặng rắn, dung dịch sẽ trải qua các quy trình tinh chế và cô đặc khác nhau trước khi kim loại có giá trị được hoàn nguyên ở trạng thái kim loại hay hợp chất. Các quy trình tinh chế và cô đặc dung dịch gồm có ngưng tụ, chưng cất, hút bám và chiết dung môi. Bước hoàn nguyên cuối cùng có thể là ngưng tụ, hay một quy trình điện luyện kim. Đôi khi các quá trình thủy luyện kim được tiến hành trực tiếp trên quặng mà không qua một bước tiền xử lý nào. Tuy nhiên thường thì quặng phải được xử lý trước qua một số bước, có thể là bằng các quy trình hỏa luyện kim.

## Hỏa luyện kim
Hỏa luyện kim hay luyện kim cao nhiệt bao gồm các quá trình xảy ra ở nhiệt độ cao trong đó các phản ứng hóa học diễn ra giữa các vật liệu ở thể khí, rắn và nóng chảy. Chất rắn chứa kim loại giá trị được cho phản ứng tạo thành các hợp chất trung gian để xử lý thêm hay chuyển đổi thành trạng thái nguyên tố hoặc kim loại của chúng. Tiêu biểu cho các quá trình hỏa luyện kim liên quan tới dạng khí và rắn là nung kết và thiêu kết. Các quy trình tạo ra sản phẩm ở dạng nóng chảy thường được gọi chung là nấu luyện. Năng lượng duy trì nhiệt độ cao cho các quá trình có thể hoàn toàn là từ bản chất sinh nhiệt của các phản ứng hóa học xảy ra, thường là các phản ứng oxy hóa. Tuy nhiên thường năng lượng phải được cung cấp từ bên ngoài bằng cách đốt nhiên liệu hoặc trong một số trường hợp sử dụng trực tiếp điện năng.

## Điện luyện kim
Điện luyện kim gồm các quá trình luyện kim diễn ra dưới một số dạng pin điện phân. Dạng quy trình điện luyện kim phổ biến nhất là điện chiết (electrowinning, electroextraction) và tinh luyện điện (electro-refining). Điện chiết là một quy trình điện phân giúp hoàn nguyên kim loại trong dung dịch nước, thường là sau khi quặng đã trải qua một hay nhiều quá trình thủy luyện. Kim loại có giá trị được mạ lên catốt, trong khi anốt là một chất dẫn điện trơ. Tinh luyện điện được dùng để hòa tan một anốt kim loại bị tạp nhiễm (thường là sau quá trình nấu luyện) và cho ra một catốt với độ tinh khiết cao. Một quy trình điện luyện kim khác là điện phân muối nóng chảy, trong đó kim loại có giá trị được hòa tan vào muối nóng chảy đóng vai trò là chất điện phân, và kim loại giá trị được thu về tại catốt của pin. Quá trình điện phân muối nóng chảy được thực hiện ở nhiệt độ đủ để giữ cả chất điện phân và kim loại tạo ra ở trạng thái nóng chảy. Phạm vi của điện luyện kim có sự chồng chập đáng kể với thủy luyện kim (trong trường hợp điện phân muối nóng chảy) và hỏa luyện kim. Ngoài ra các hiện tượng điện hóa đóng một vai trò đáng kể trong nhiều quá trình xử lý quặng và thủy luyện kim.